# يوم القديس ديفيد
عيد القديس داود أو عيد القديس ديفيد، هو عيد القديس ديفيد، شفيع ويلز، ويوافق يوم 1 مارس، تاريخ وفاة القديس ديفيد في عام 589.
تشمل الاحتفالات التقليدية ارتداء زهور النرجس والكراث، وهي رموز معترف بها لويلز والقديس ديفيد على التوالي، وتناول الطعام الويلزي التقليدي بما في ذلك الكاول، وارتداء النساء للزي الويلزي التقليدي. كما قام عدد متزايد من المدن والبلدات في جميع أنحاء ويلز، بما في ذلك كارديف وسوانسي وأبيريستويث، بتنظيم مسيرات طوال اليوم.
لا يعد هذا اليوم عطلة رسمية في ويلز، الأمر الذي دفع إلى دعوات لجعل يوم القديس ديفيد عطلة رسمية في ويلز وبعض المنظمات تحدد احتفالات غير رسمية.

يتم الاحتفال بهذا العيد بانتظام منذ تقديس داود في القرن الثاني عشر على يد البابا كاليستوس الثاني.

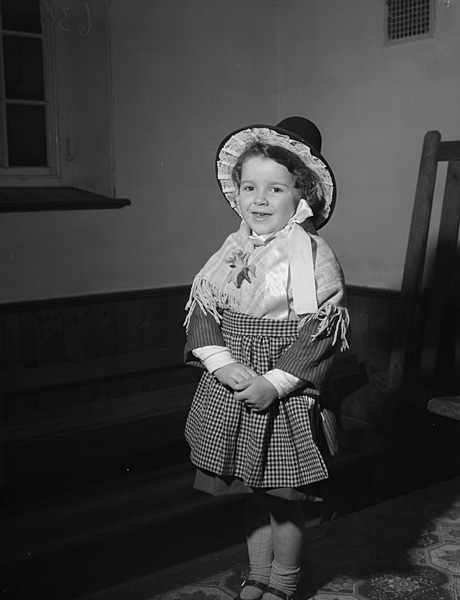
فتاة ترتدي الزي الويلزي التقليدي بمناسبة عيد القديس ديفيد في بارماوث عام 1960
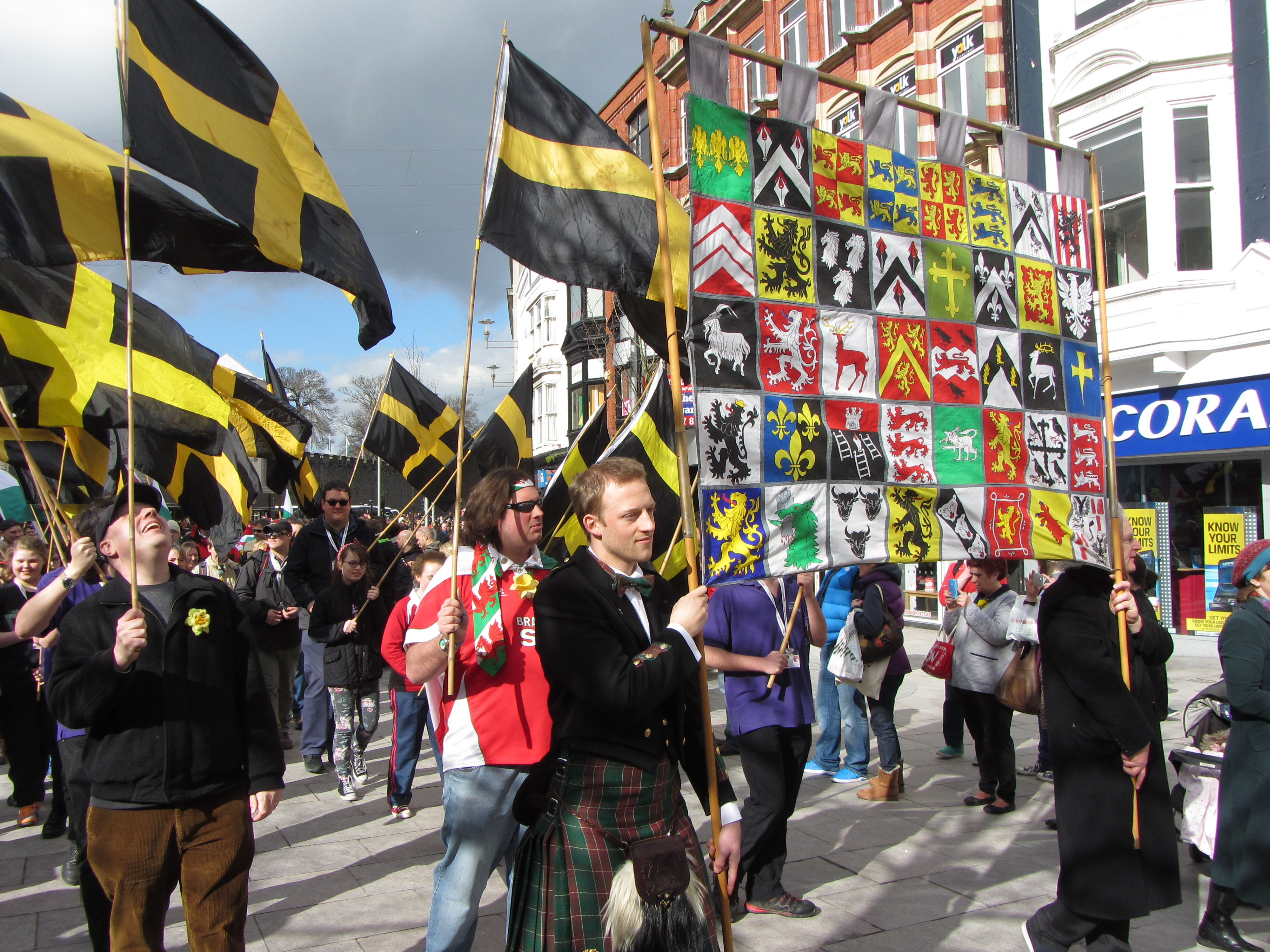
احتفالات يوم القديس ديفيد 2014، كارديف، مع رفع أعلام القديس ديفيد.
- مارك دراكفورد، أول وزير لويلز يلقي الرسالة السنوية بمناسبة يوم القديس ديفيد إلى الأمة في عام 2021.

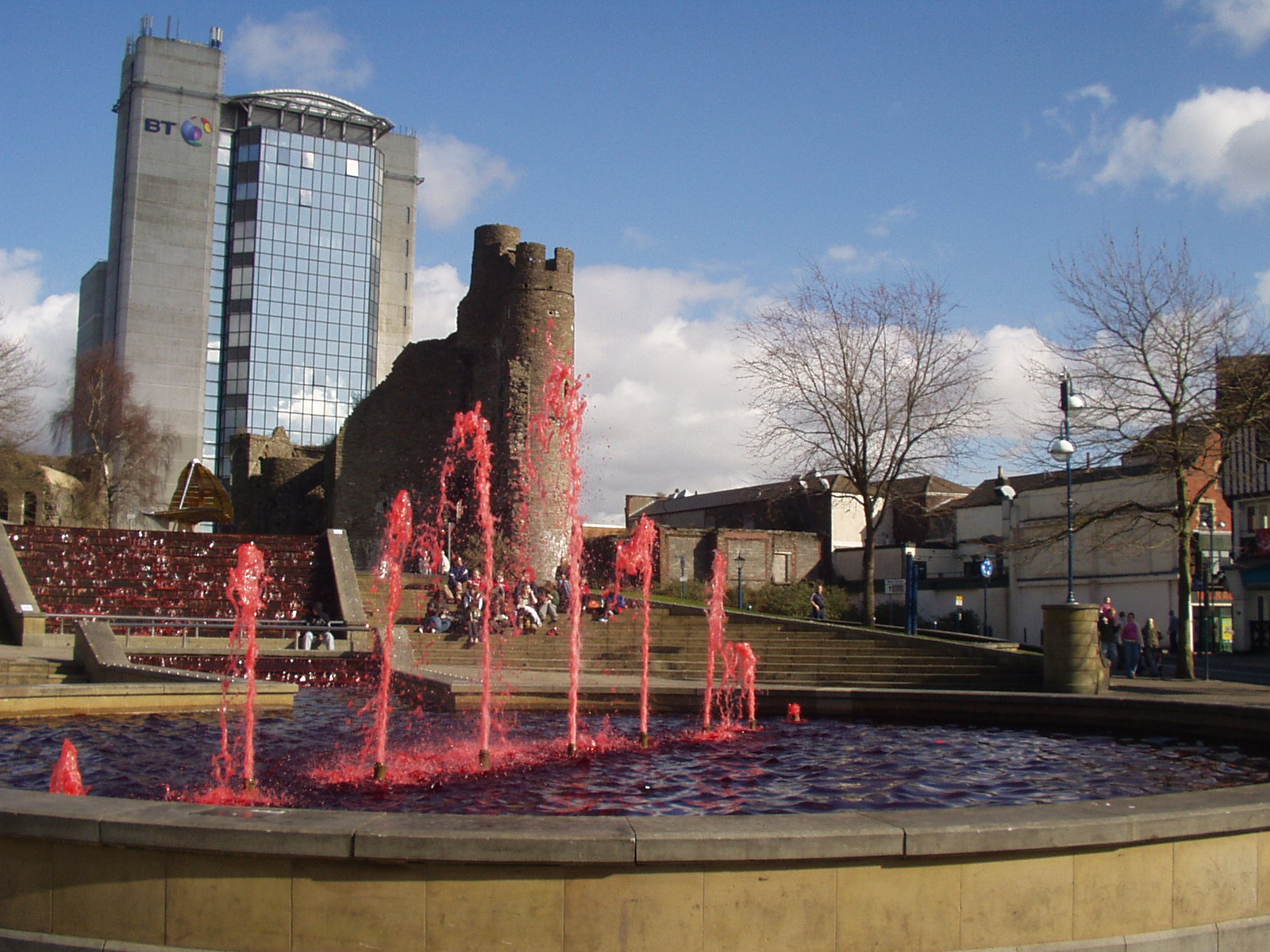
مياه نافورة ساحة قلعة سوانسي مصبوغة باللون الأحمر بمناسبة عيد القديس ديفيد